# Die Kobra von Kreuzberg

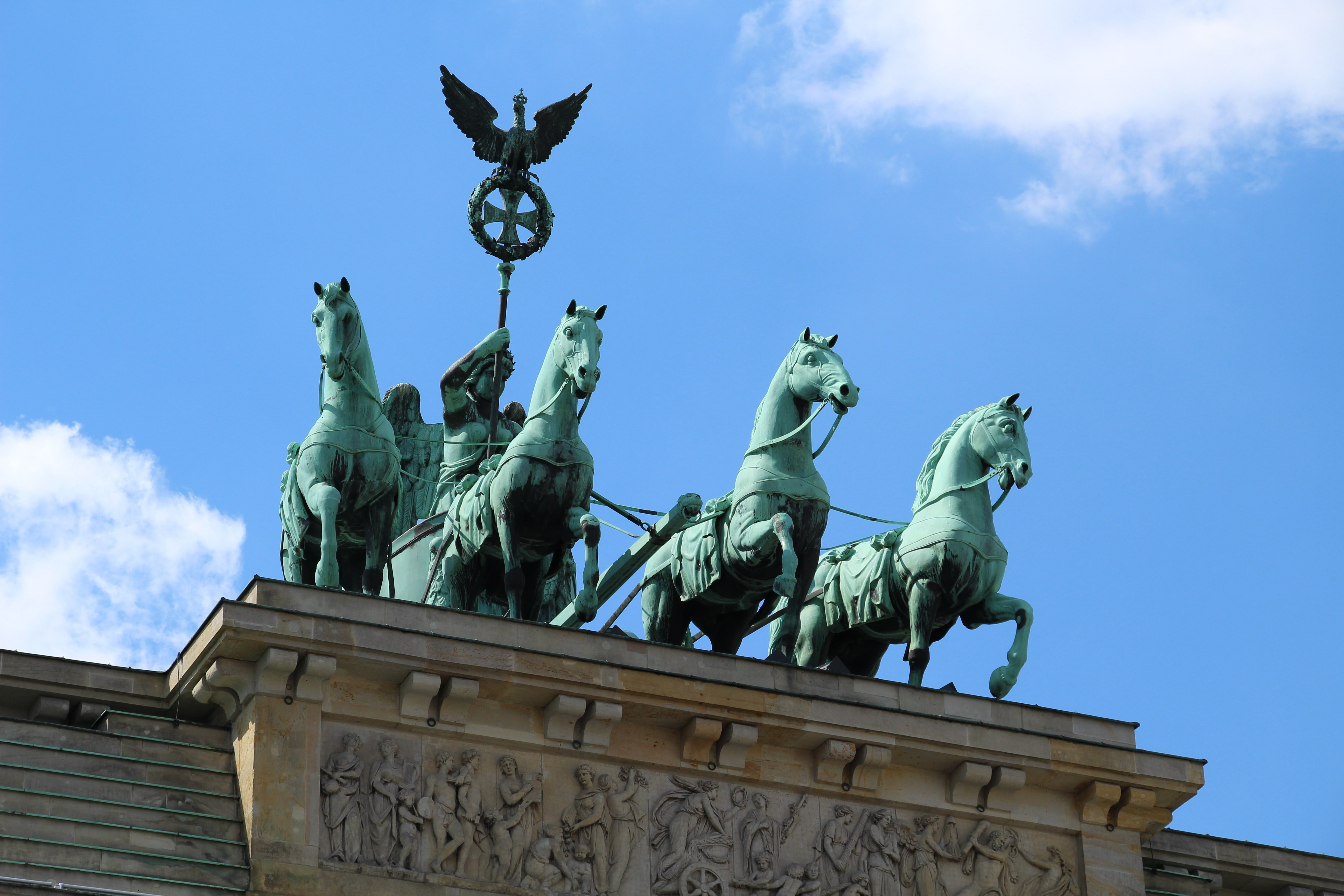
Quadriga auf dem Brandenburger Tor

Die Kobra von Kreuzberg ist nach Tausend deutsche Diskotheken der zweite Roman von Michel Decar. Er handelt von einer jungen Diebin in Berlin, die sich von ihrer Ganovenfamilie mit einem genialen Raubzug emanzipieren will und beschließt, die Quadriga vom Brandenburger Tor zu stehlen. Das Buch erschien 2021 im Ullstein Verlag in Berlin und wurde 2025 als Hörspielfassung adaptiert.

## Inhalt
Der Roman begleitet die Hauptperson Beverly Kaczmarek von April 2017 bis zum April des darauffolgenden Jahres. Sie wurde 1999 in eine polnischen Verbrecherfamilie geboren und lebte bis zu ihrem achtzehnten Lebensjahr im kleinen Dorf Thule bei Opole. In der Familie wurde sie für kleinere Einbrüche gelobt und ermutigt und trainierte seit der Kindheit Kung Fu. Ihr Großvater Sylvester ist das Oberhaupt einer berüchtigten Verbrecher-Dynastie. „Ihre Verwandtschaft ist kriminell. Jeder um sie herum ist ein Meisterdieb oder ein Meisterdieb a. D., und ihr bleibt wenig anderes übrig, als sich zu beweisen, um die Ehre der Familie hochzuhalten.“ Mit dem Vorsatz, geniale Raubzüge durchzuführen, ist Beverly mit 18 Jahren nach Berlin gezogen, um ähnlich erfolgreich wie ihre beiden zwei und drei Jahre älteren Brüder Yves und Billy zu werden, die mit dem Diebstahl von Fabergé-Eiern aus der St. Petersburger Eremitage sogar in der internationalen Presse erwähnt werden. Dennoch „träumt die junge Diebin Beverly Kaczmarek von einem Leben, in dem sie frei von den Meinungen ihrer männlichen Verwandtschaft leben, lieben und stehlen kann“. Die Handlung setzt am 26. April ein. Frustriert und ständig von ihren Brüdern per SMS wegen ihrer angeblichen Erfolglosigkeit und Mittelmäßigkeit verspottet und verhöhnt, plant Beverly, die Quadriga vom Brandenburger Tor zu stehlen.
Nachdem Beverly bei einem Einbruch in den Potsdamer Marmorpalais zwei kostbare Wedgwood-Vasen gestohlen hat, setzt der Eigentümer der Vasen, der mächtige Nachtclubbesitzer Boy Maximow, der „in einer stillgelegten U-Bahn-Station den angesagtesten Club der Stadt betreibt“, ein Kopfgeld auf sie aus. Der ungarische, kettenrauchende und melancholische Europol-Kommissar Ference Hotfilter, der fünf Sprachen fließend spricht und kurz vor seiner Pensionierung steht, war als Spezialist für Kunstraub nach Deutschland gerufen worden und ermittelt bereits seit Jahren vergeblich gegen Maximow. Als er vom Kopfgeldpreis auf Beverly erfährt, sieht er die Chance gekommen, sie für seine Ermittlungen zu nutzen, und versucht, sie zur Kooperation mit der Polizei gegen den Unterweltboss zu drängen. Beverly wechselt ihren Wohnsitz und mietet eine Wohnung in der Waldemarstraße in Kreuzberg und eine Gartenlaube am Stadtrand hinter Spandau. Durch einen Einbruch ins Berliner Landesdenkmalamt verschafft sie sich alle Detailinformationen zur Quadriga, doch das Problem des Transports der riesigen Statue bleibt. Durch einen Zeitungsartikel wird sie auf Dragan Vidović aufmerksam, Besitzer mehrerer Wettbüros und erster bekannter „Wetterterrorist“, „der erfundene Ausnahmezustände wie die ‚große Berliner Wetterkrise‘ medienwirksam kuratiert, um die öffentliche Ordnung zu stören“. Sie nimmt Kontakt zu ihm auf.
Im Dezember werden Beverlys Pläne, die sie mit dem Verkauf der Wedgwood-Vase finanziert, konkreter. Mit Dragan Vidović sucht sie Maximow auf, dessen Hilfe sie für ihren Plan benötigt, da die geplante Transportroute durch verlassene Tunnel des Berliner U-Bahn- und Bunkersystems um seinen Nachtclub führen soll. Sie werden sich einig, als Beverly verspricht, für ihn ein Gemälde aus der Alten Nationalgalerie zu stehlen. Im Laufe des Januars kommen sich Beverly und Dragan näher und werden ein Paar, auch wenn sie nie bei ihm übernachtet, und ihr gelingt der Diebstahl des Gemäldes Am Ende der Welt für Maximow. Den März über tüfteln sie an den Feinheiten für den Quadriga-Raub. Beverlys Vater Floyd warnt sie, dass seine alte Freundin Thyra von Lauritzen aus Oslo, Betreiberin einer Auftragsmord-Agentur, ihn darüber informiert hat, dass Maximow ihre Agentur auf Beverly angesetzt habe. Trotzdem legt Beverly den 27. April als Tag für den Raub fest. Als Dragan am Morgen zu Beverlys Wohnung kommt, wird er von Thyra von Lauritzen überrascht, und beide werden verhaftet. Während der polizeilichen Durchsuchung ihrer Wohnung löst die von Beverly dort freigelassene Königskobra hektische Maßnahmen der Polizei aus. Derweil fährt sie, verkleidet als Feuerwehrfrau, in einem in der Nacht gestohlenen Feuerwehrauto unbemerkt von der Polizei an dieser Szenerie vorbei. Unterdessen begreift Kommissar Ference Hotfilter erschüttert, dass der Polizeipräsident korrupt ist und die Machenschaften Maximows deckt. Am nächsten Tag quittiert er seinen Dienst, verbündet sich mit Beverly und sorgt für Dragans Flucht aus der Justizvollzugsanstalt Moabit. Beverly hat sich in ihre Gartenlaube in Spandau zurückgezogen, wo im Auftrag ihres Vaters Beverlys Brüder in einem Lada Niva auftauchen, um die Bildübergabe an Maximow zu organisieren und Beverly danach unbeschadet aus der Stadt zu bringen. Beverly gelingt es, sie im Keller der Gartenlaube festzusetzen.
Am Abend warten im Untergeschoss von Maximows Nachtclub mehrere Türsteher, Maximow selbst, der Polizeipräsident und Floyd Kaczmarek vergeblich auf Beverly und das Gemälde. Im Waschraum des Clubs kann Floyd den Türstehern entkommen. Beverly trifft sich mit Dragan, fest entschlossen, den Raub durchzuführen. In der Nacht geht über Berlin ein enormes Gewitter hinweg, das Brände durch Blitzeinschläge und Kellerüberschwemmungen verursacht. Auch das Untergeschoss von Maximows Nachtclub steht komplett unter Wasser, verursacht durch gezielte Manipulationen des Leiters der Berliner Wasserbetriebe, der mit Ference Hotfilter zusammenarbeitet. Das Wasser überflutet auch die Clubräume und Maximows Büro und steigt bis ins Erdgeschoss, während Maximow finanziell ruiniert zusammenbricht. Als Hotfilter gegen Morgen nach Hause kommt, hängt an der Wand über dem Ehebettt das Gemälde Am Ende der Welt. Eher beiläufig registrieren die Berliner nach dem nächtlichen Wetterchaos das Fehlen der Quadriga auf dem Brandenburger Tor, und der Innensenator behauptet in einem Interview, die Skulptur sei für lange geplante Reparaturarbeiten abgebaut worden. Am frühen Nachmittag sitzen Floyd und Sylvester Kaczmarek in einem Café Unter den Linden und beglückwünschen sich stolz zu ihrer überaus talentierten Tochter und Enkelin, der sie gute Lehrmeister gewesen seien, während zur gleichen Zeit Dragan und Beverly im Lada ihrer Brüder die polnische Grenze passieren.

## Rezeption
Die Genre-Einordnung fiel unterschiedlich aus. Jakob Biazza schrieb in der Süddeutschen Zeitung, der Autor „begründet hier das Genre der Coming-of-Age-Gesellschaftspossen-Familienroman-Deutschland-und-besonders-Berlin-Diagnose-Krimi-Romanzen-Groteske. Mit B-Movie-Charme“, während Samuel Hamen in der Zeit meinte, „die Kobra von Kreuzberg liest sich besonders gut als Räuberpistole oder Einbruchsromanze, gepaart mit einem Schuss schelmischer Deutschland-Diagnosen“. Katrin Schumacher äußerte in Buchzeit auf 3sat, der Roman sei „Irrer Trash in glänzender Verfassung. Große Kunst!“
Übereinstimmend wurden die von Decar ersonnenen Romanfiguren und satirisch überspitzten Dialoge gelobt. Die Journalistin Lydia Herms befand im Deutschlandfunk Nova: „Der Schriftsteller spielt in seinem Roman mit Klischees und Rollenbildern. Diebe und Diebinnen kommen immer aus Polen. Weisheiten kommen immer von Männern. Polizisten sind immer korrupt und Berlin ist immer geil. In sehr lustigen und perfekt konstruierten Monologen reiht Decar Stammtischparolen, Suff-Paranoia und Erklärungsversuche für schlechtes Wetter nahtlos aneinander.“ Jochen Meißner meinte in hoerspielkritik.de, es sei „gute Unterhaltung, akustisches Popcorn-Kino mit coolen Dialogen, die einfach Spaß machen und nicht mehr sein wollen, als sie sind“. Die Kulturwissenschaftlerin und Literaturkritikerin Katharina Teutsch befand in Kulturzeit auf 3sat, Decar sei nicht angetreten, um einen realistischen Kriminalroman zu schreiben, sondern spiele mit Klischees und Übertreibungen, die einen großen Teil des Lesevergnügens ausmachten. Günther Freund von den Samerberger Nachrichten lobte die „aberwitzigen Ideen und abgefahrenen Dialoge“ sowie die „wunderbar überzeichnete Geschichte voller Situationskomik, Ironie und Sarkasmus, mit schrägen Charakteren und durchgeknallten Schurken aus einem Milieu, in dem Diebstahl die einzige Möglichkeit ist, zu bekommen, was einem zusteht“. Stefan Fischer schrieb in der Süddeutschen Zeitung, die größte Stärke des Buches sei „jedoch die Hauptfigur: eine fehlbare Superheldin, mit viel Chuzpe und noch mehr Cleverness“. Und der Journalist Jakob Biazza urteilte in der Süddeutschen Zeitung: „Der kettenrauchende Kommissar, der Beverly nachstellt, heißt Ferenc Hotfilter und ist derart ennuigeplagt, dass er - falls das Buch tatsächlich eine Gesellschaftsdiagnose stellen wollte, was gut möglich ist oder auch völlig abwegig - ganz famos den Autoritätsverlust staatlicher Instanzen symbolisieren würde.“
Neben der überdrehten Handlung wird im Buch „vieles en passant miterzählt, eben auch über Deutschland zu Beginn der 2020er Jahre“, meint Samuel Hamen in der Zeit. Auch Günther Freund von den Samerberger Nachrichten befindet: „Lange Passagen haben mit der Handlung nichts zu tun, vergegenwärtigen aber trotz aller Überspitzung aktuelle gesellschaftliche Auswüchse, verschmitzte Deutschland-Befunde oder auch den gegenwärtigen Turbo-Kapitalismus.“ Samuel Hamen sieht ebenfalls eine Kapitalismus-Kritik, aber „das ist im Roman ein Semi-Politikum, eine vage Diagnose, die zwar das Tun der Figuren mitbestimmt, zugleich aber nie in ein aktivistisches Handeln überführt wird“, und schlussfolgert, „hinter den Marketing-Krisen und Kapitalismus-Aphorismen von Dragan Vidović mag – das deutet das Buch beständig an, ohne sich dadurch von seiner Easyness abbringen zu lassen – eine wahrhaftige Krise stecken, die unter anderem den Klimawandel und den Legitimitätsverlust der Staatsmacht umfasst“.

## Hörspiel
Die Kobra von Kreuzberg wurde als dreiteiliges Hörspiel in einer Bearbeitung von Mara May, die auch die Regie führte vom Deutschlandfunk Kultur produziert und am 14. Juni 2025 erstmals ausgestrahlt. Die Musik stammt von Tommy Neuwirth.

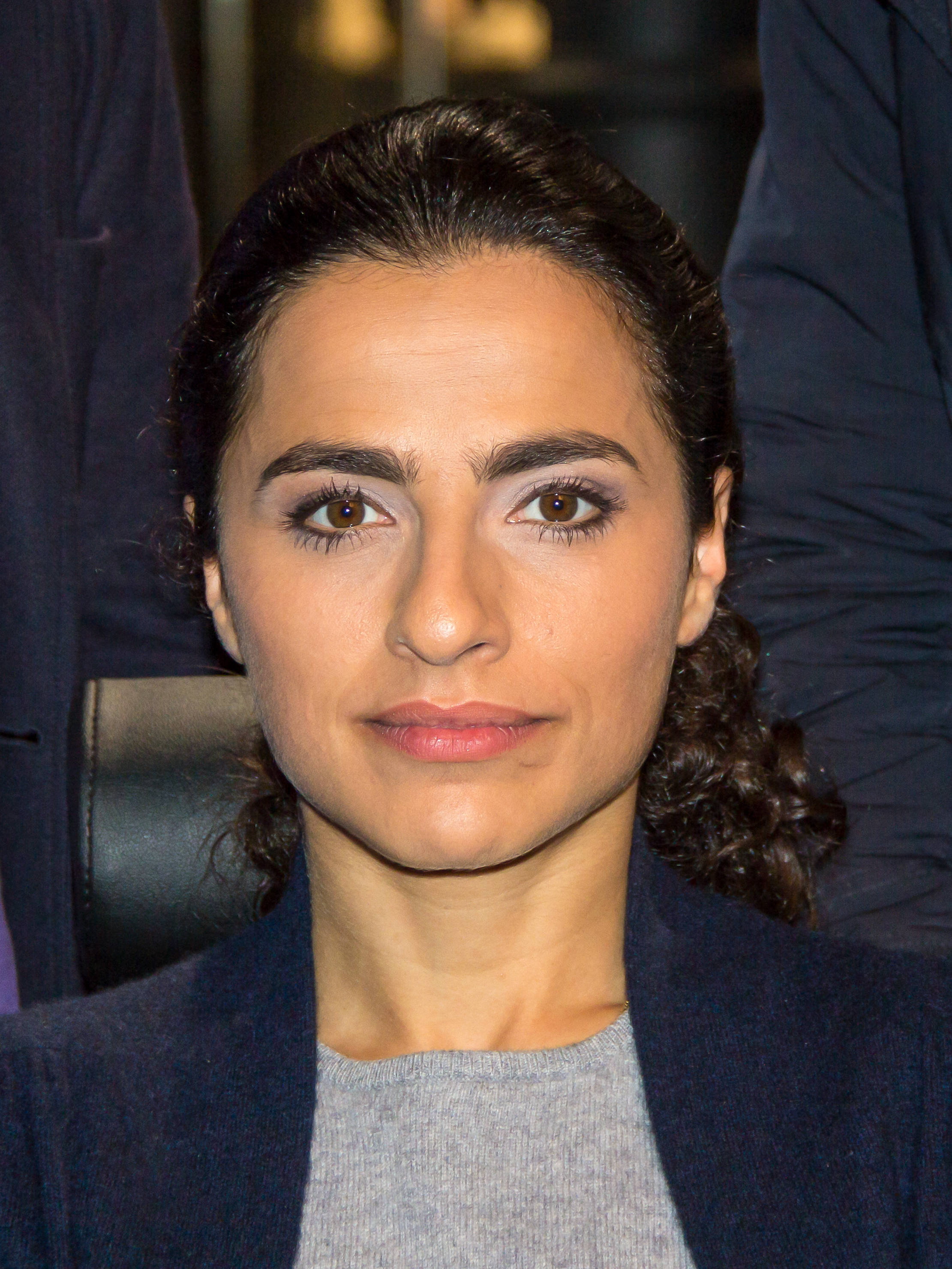
Sesede Terziyan als Erzählerin
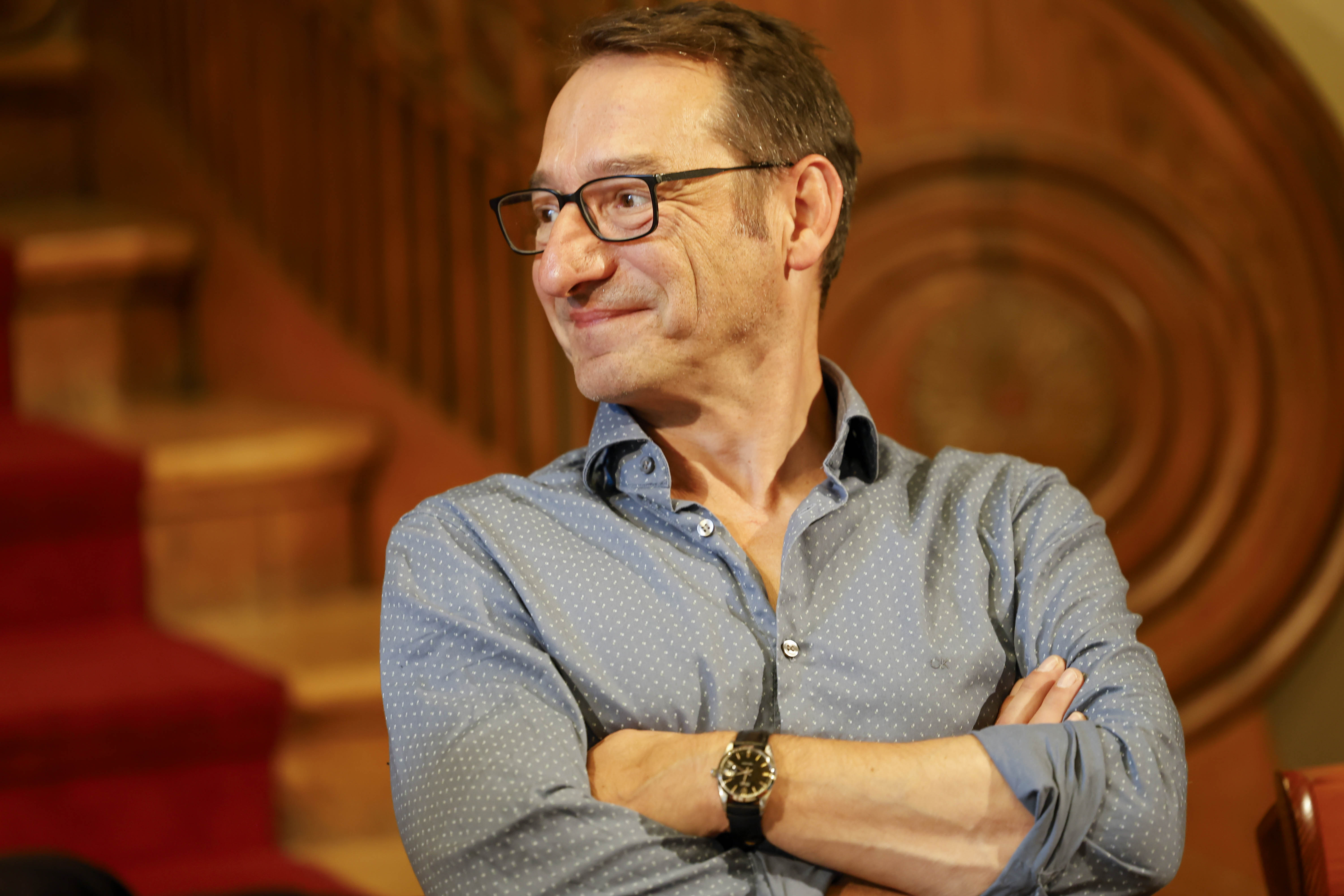
Boris Aljinovic als Kommissar Ference Hotfilter
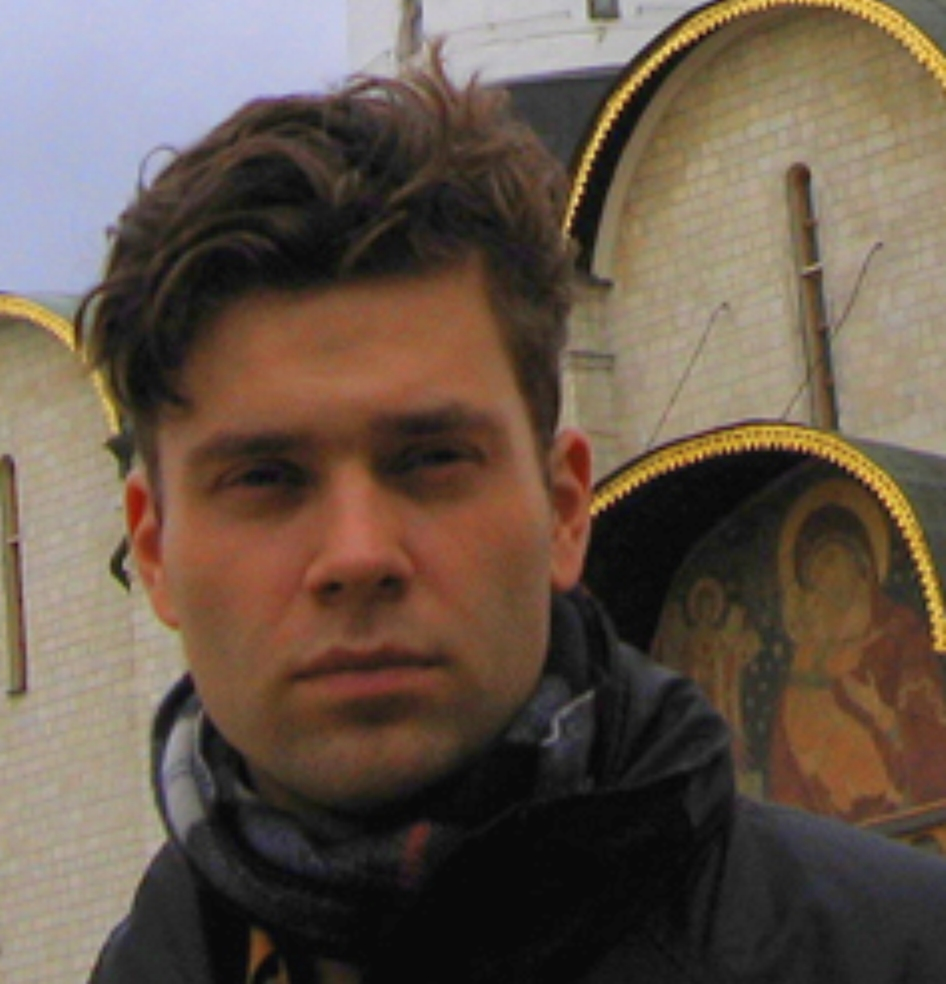
Johann Jürgens als Beverlys Bruder

| Rolle                                                                                             | Sprecherinnen und Sprecher |
| ------------------------------------------------------------------------------------------------- | -------------------------- |
| Erzählerin                                                                                        | Sesede Terziyan            |
| Beverly Kaczmarek                                                                                 | Lea Ostrovskiy             |
| Sylvester Kaczmarek, Beverlys Großvater                                                           | Steffen Scheumann          |
| Floyd Kaczmarek, Beverlys Vater                                                                   | Mehmet Yılmaz              |
| Yves Kaczmarek, Beverlys 1. Bruder                                                                | Aram Tafreshian            |
| Billy Kaczmarek, Beverlys 2. Bruder                                                               | Johann Jürgens             |
| Pressesprecher                                                                                    | Johann Jürgens             |
| Kommissar Ference Hotfilter                                                                       | Boris Aljinovic            |
| Polizeipräsident Schulz-Lamar, korrupter Vorgesetzter des Kommissars                              | Niels Bormann              |
| Orlandic                                                                                          | Niels Bormann              |
| Boris „Boy“ Maximow, Nachtclubbesitzer                                                            | Henning Peker              |
| Dragan Vidović, „Wetterterrorist“ und Erfinder der „Berliner Winterkrise“                         | Damir Avdic                |
| Serge, Türsteher in Maximows Nachtclub und dessen Geliebter                                       | Ludger Bökelmann           |
| Thyra von Lauritzen, ehemalige Kugelstosserin aus Oslo und Betreiberin einer Auftragsmord-Agentur | Alexandra Gottschlich      |
| Alfred Zossen, Schichtleiter des Wachschutzes am Brandenburger Tor                                | Martin Engler              |

## Veröffentlichung
- Michel Decar: Die Kobra von Kreuzberg. Ullstein, Berlin, 2021, 208 S., ISBN 978-3-5502-0094-6